# Maria Kager
Dr. Maria Kager (Amsterdam, 1978) is een Nederlands schrijfster en literatuurwetenschapster. In 2024 won haar debuutroman De buitengewoon geslaagde opvoeding van Frida Wolf de literatuurprijs de Bronzen Uil.

## Biografie
Kager groeide op in Haarlem. Ze studeerde Cum Laude af in de Vergelijkende Literatuurwetenschap aan de Universiteit van Amsterdam en behaalde in de literatuurwetenschappen een Ph.D. aan Rutgers University in de Verenigde Staten en een doctoraat aan de Universiteit Antwerpen. Ze publiceerde verhalen en essays in onder meer Tirade, De Gids, Hard//Hoofd, De Optimist en de Nederlandse Boekengids. Voor de krant NRC en het opinieweekblad De Groene Amsterdammer recenseert ze vertaalde fictie. Ze woont in Amsterdam.
Op 18 januari 2024 verscheen haar deels autobiografisch debuutroman De buitengewoon geslaagde opvoeding van Frida Wolf bij de uitgeverij De Arbeiderspers en kreeg lovende kritieken. Op 30 november won de Nederlandstalige roman bij de uitreiking van de Bronzen Uil in de Minardschouwburg te Gent zowel de juryprijs en de lezersprijs. Kager ontving hierbij een cheque van 10.000 euro en een kunstwerk. De roman werd ook geselecteerd voor de Boekenbon Literatuurprijs 2024, De Boon fictie en non-fictie Literatuurprijzen 2025, de Libris Literatuurprijs 2025 en de Hebban Debuutprijs 2025.